# Accidents Happen
Accidents Happen è un film del 2009 diretto da Andrew Lancaster.
Film commedia nera con principali interpreti Geena Davis, Harrison Gilbertson, Joel Tobeck, Harry Cook e Sebastian Gregory.
Il soggetto è ispirato alla vita adolescenziale di Brian Carbee autore della sceneggiatura.

## Trama
La famiglia Conway viene coinvolta in una serie di tragici eventi, da cui il titolo, appunto, Accidents Happen (Gli incidenti accadono).
Una sera di ritorno dal cinema drive-in la famiglia viene coinvolta in un incidente d'auto, che causa la morte della figlia Linda e manda in coma lo scatenato e combina guai Gene. Questo grande dolore manderà in frantumi la famiglia: Ray lascia la moglie per farsi un'altra vita con Connie, con cui successivamente si sposerà ed avrà un figlio, Gloria vive nel dolore e nella rabbia tanto da non poterle permettere nemmeno di andare a trovare in casa di cura il figlio Gene, Larry gemello di quest'ultimo passa il tempo a bere, mentre il più piccolo dei figli, Billy, tenta di farsi carico della famiglia o di quel che ne resta. La giovane età non gli impedisce però di mettersi nei guai con Doug Post, vecchio amico del tanto amato fratello Gene. Guai che porteranno i due a causare addirittura la morte del signor Post, padre di Doug.
La famiglia si riunirà per piangere la morte di Gene, dopo tanti anni di coma. Il giovane Billy capirà che ha pagato i suoi errori e che può ricominciare una vita più serena.

## Produzione
L'idea di scrivere un film basato sulla propria infanzia è venuta allo sceneggiatore Brian Carbee, il quale ha però cambiato il nome del protagonista in "Billy Cowney".
La storia di Carbee è stata presentata al Aurora Script Workshop di Sydney, ove è stata poi rivista per essere adatta al grande schermo, qui Carbee ha fatto anche la conoscenza del produttore Anthony Anderson, che nel 2004 lo aiuterà a produrre Somersault.
Sempre nel 2004 Carbee abbandona il film per dedicarsi ad altri progetti, e il suo lavoro viene candidato agli Inside Film Awards per la categoria "Miglior sceneggiatura non prodotta".
La scelta per la coprotagonista è ricaduta su Geena Davis, nonostante i redattori del casting volessero un'attrice parlante un inglese australiano, mentre lei ha un forte accento americano.

### Budgeting
Con l'aiuto di amici e colleghi, nel giro di tre anni vengono trovati i fondi per finanziare l'intera spesa, e Accidents Happen torna nuovamente in pre-produzione.
Anderson si reca a New York durante settembre 2005 per incontrare alcuni produttori del "No Borders Co-Production Market", una divisione del comitato di cineasti indipendenti Independent Feature Project Market, con l'intenzione di ricercare fondi per dare il via all'atteso progetto.
In novembre 2007, Anderson, Carbee e il regista Andrew Lancaster richiedono e ottengono con successo un fondo di 50.000 AUD dallo Screen Australia dopo aver fatto visionare lo script; sempre con l'aiuto della società, Lancaster ha ottenuto uno sconto del 40% su ogni spesa prevista per la produzione.
Lo studio cinematografico londinese "Bankside Films" ha assistito alla produzione e acquistato i diritti per la compravendita internazionale. In ultimo, la neonata Abacus Film Fund, fondata da Heather Ogilvie e poi incorporata dalla BG Capital Corporation subentra nel progetto, facendo sì che esso sia il primo prodotto fuoriuscito dalla società.

### Riprese
La lavorazione era inizialmente programmata per svolgersi in Connecticut, luogo in cui si svolge la storia, ma si è poi deciso di girare ai Fox Studios Australia per avere incentivi fiscali che non ci sono negli Stati Uniti d'America.
Con la scelta della nuova location, si è prefissato di iniziare le riprese ai primi di aprile 2008, ma la data è stata poi posticipata a giugno per dare tempo agli addetti ai lavori di costruire un set ai Fox Studios.
All'infuori del set cinematografico, durante l'ultima settimana di giugno sono stati filmati altri scenari in Gillian Pde, West Pymble e dall'1 al luglio in Saint Lincoln e St Ives.
Durante la lavorazione in St. Lincoln, i residenti del quartiere si sono lamentati per la presenza degli aborigeni Kuringgai e del Ku-ring-gai Council sul set, minacciando i produttori che se le riprese non fossero terminate immediatamente, sarebbero scesi sul set con delle cornamuse per interrompere la lavorazione.
Alla luce di questi fatti, il Ku-ring-gai Council ha interrotto le riprese per due giorni, e una volta ricominciate ha stabilito il termine di esse alle 12.30, con inoltre un versamento di 500 AUD ai residenti in caso di inconvenienti.

## Distribuzione
Al termine delle riprese avvenuto in luglio, si è fissato di mostrare l'anteprima mondiale durante l'edizione 2008 del Toronto International Film Festival, e successivamente durante l'American Film Market in novembre.

## Riconoscimenti
- Gran Premio della Giuria al Giffoni Film Festival 2009